# Abschnittsbefestigung Mörnsheim
Die Abschnittsbefestigung Mörnsheim ist eine bronzezeitlich und frühmittelalterliche Abschnittsbefestigung auf 529 m ü. NHN etwa 900 m südlich der Pfarrkirche St. Anna des Marktes Mörnsheim im Landkreis Eichstätt von Bayern. Die Anlage liegt auf dem „Raffelstein“, östlich von der Finstermühle bzw. der Kronmühle und 400 m östlich und 110 m höher als die unterhalb vorbeifließende Gailach, ein rechter Zufluss der Altmühl.
Die Abschnittsbefestigung wird als Bodendenkmal unter der Aktennummer D-1-7132-0084 als „Silexbergbauareal des Jungneolithikums, befestigte Höhensiedlung der älteren und der jüngeren Bronzezeit, Höhensiedlung des frühen Mittelalters“ geführt. Im nördlichen Bereich auf dem „Schlossberg“ liegt die Burg Mörnsheim. Die Anlage liegt in einem Waldgebiet, von der Anlage hat sich ein geschwungener 500 Meter langer Abschnittswall erhalten. Der Wall wird mittig durch einen modernen Zubringerweg durchbrochen.